# Бановинска зграда у Нишу
Бановинска зграда је стамбена грађевина која се налази у Нишу, подигнут је 1938. године. Саграђена је по пројекту познатог нишког архитекте руског порекла, Всеволода Татаринова, чији је најпознатији пројекат зграде Народног позоришта у Нишу.

## Архитектура зграде
Стамбени објекат спратности П+3 подигнут је за потребе Моравске бановине. Спољашњост зграде карактерише јака дводелна хоризонталност која је још више наглашена низовима прозора и пуних профилисаних међупоља. Оса симетрије је наглашена степеништем средњег улаза и пуном вертикалом која има метални јарбол као завршницу. Око два бочна улаза су колонаде масивних округлих стубова, поједностављене реплике класицистичких портала.
Основа је решена као дупла симетрија у попречном смислу. Око два степеништа на спрату организована су по два стана, што је укупно четири стана на спрату. Станови имају структуру трособних.

## Зграда данас
Зграда је и данас у функцији стамбеног објекта, али јој је потребна хитна рестаурација. Отпали делови фасаде, кров који прокишњава и лифт који не ради још од Другог светског рата су реалност Бановинске зграде.